# Torcieu
Torcieu est une commune française située dans le département de l'Ain, en région Auvergne-Rhône-Alpes.
Ses habitants s'appellent les Torciolans.

## Géographie
Commune située dans la vallée de l'Albarine. On y produit le ramequin.

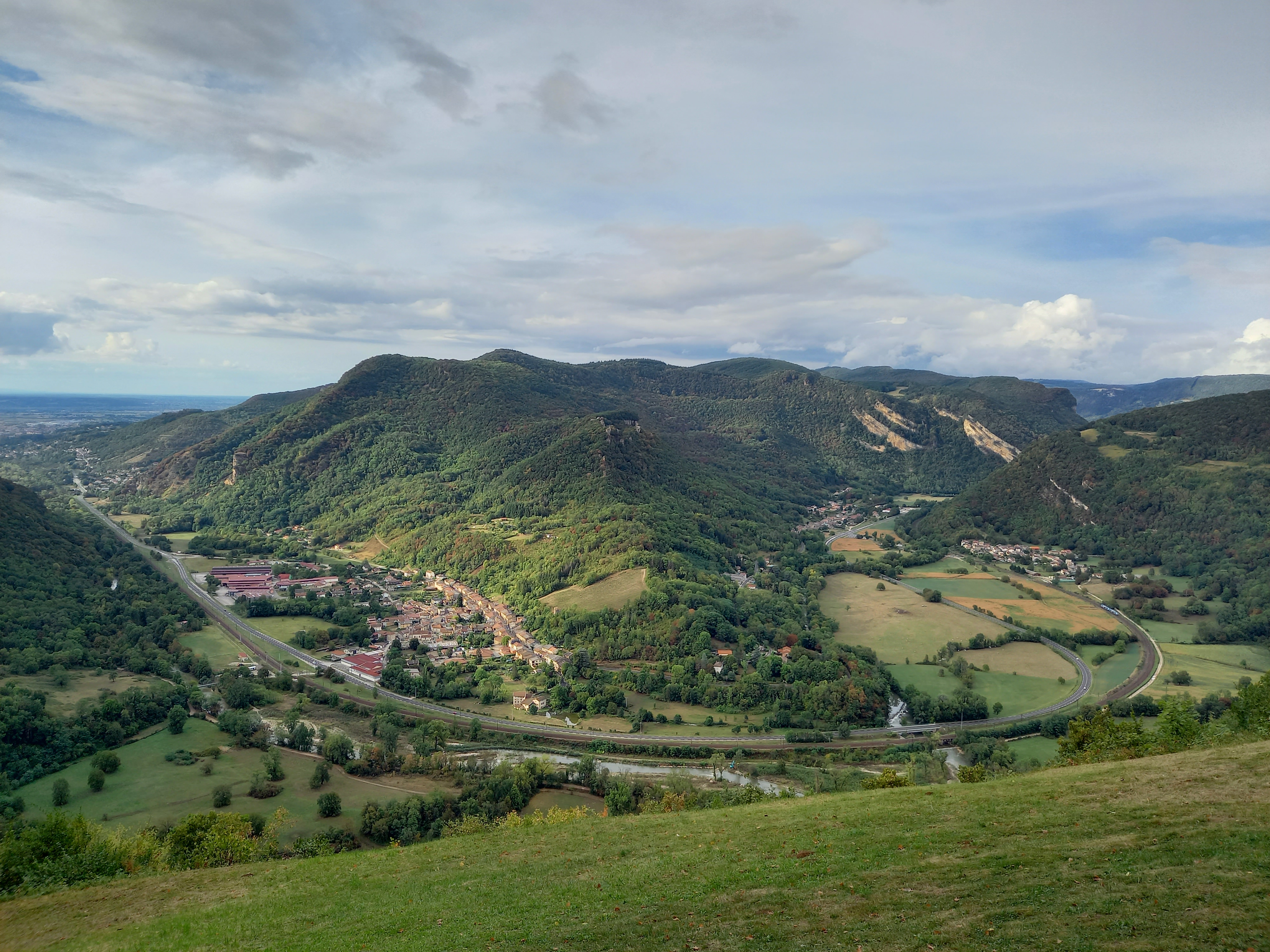
Torcieu est situé dans le coude de la vallée de l'Albarine, à la sortie de la cluse.

### Climat
Pour des articles plus généraux, voir Climat d'Auvergne-Rhône-Alpes et Climat de l'Ain.
En 2010, le climat de la commune est de type climat océanique altéré, selon une étude du CNRS s'appuyant sur une série de données couvrant la période 1971-2000. En 2020, Météo-France publie une typologie des climats de la France métropolitaine dans laquelle la commune est exposée à un climat de montagne ou de marges de montagne et est dans une zone de transition entre les régions climatiques « Bourgogne, vallée de la Saône » et « Jura ».
Pour la période 1971-2000, la température annuelle moyenne est de 11,4 °C, avec une amplitude thermique annuelle de 18 °C. Le cumul annuel moyen de précipitations est de 1 291 mm, avec 11,6 jours de précipitations en janvier et 7,6 jours en juillet. Pour la période 1991-2020, la température moyenne annuelle observée sur la station météorologique de Météo-France la plus proche, sur la commune de Saint-Rambert-en-Bugey à 4 km à vol d'oiseau, est de 11,4 °C et le cumul annuel moyen de précipitations est de 1 512,4 mm,. Pour l'avenir, les paramètres climatiques de la commune estimés pour 2050 selon différents scénarios d'émission de gaz à effet de serre sont consultables sur un site dédié publié par Météo-France en novembre 2022.

## Urbanisme

### Typologie
Au 1er janvier 2024, Torcieu est catégorisée commune rurale à habitat dispersé, selon la nouvelle grille communale de densité à 7 niveaux définie par l'Insee en 2022.
Elle est située hors unité urbaine. Par ailleurs la commune fait partie de l'aire d'attraction d'Ambérieu-en-Bugey, dont elle est une commune de la couronne,. Cette aire, qui regroupe 15 communes, est catégorisée dans les aires de moins de 50 000 habitants,.

### Occupation des sols
L'occupation des sols de la commune, telle qu'elle ressort de la base de données européenne d’occupation biophysique des sols Corine Land Cover (CLC), est marquée par l'importance des forêts et milieux semi-naturels (69,2 % en 2018), une proportion sensiblement équivalente à celle de 1990 (68,6 %). La répartition détaillée en 2018 est la suivante : forêts (69,1 %), prairies (14 %), zones urbanisées (7,6 %), zones agricoles hétérogènes (4,7 %), terres arables (4,4 %), milieux à végétation arbustive et/ou herbacée (0,1 %).
L'évolution de l’occupation des sols de la commune et de ses infrastructures peut être observée sur les différentes représentations cartographiques du territoire : la carte de Cassini (XVIIIe siècle), la carte d'état-major (1820-1866) et les cartes ou photos aériennes de l'IGN pour la période actuelle (1950 à aujourd'hui).

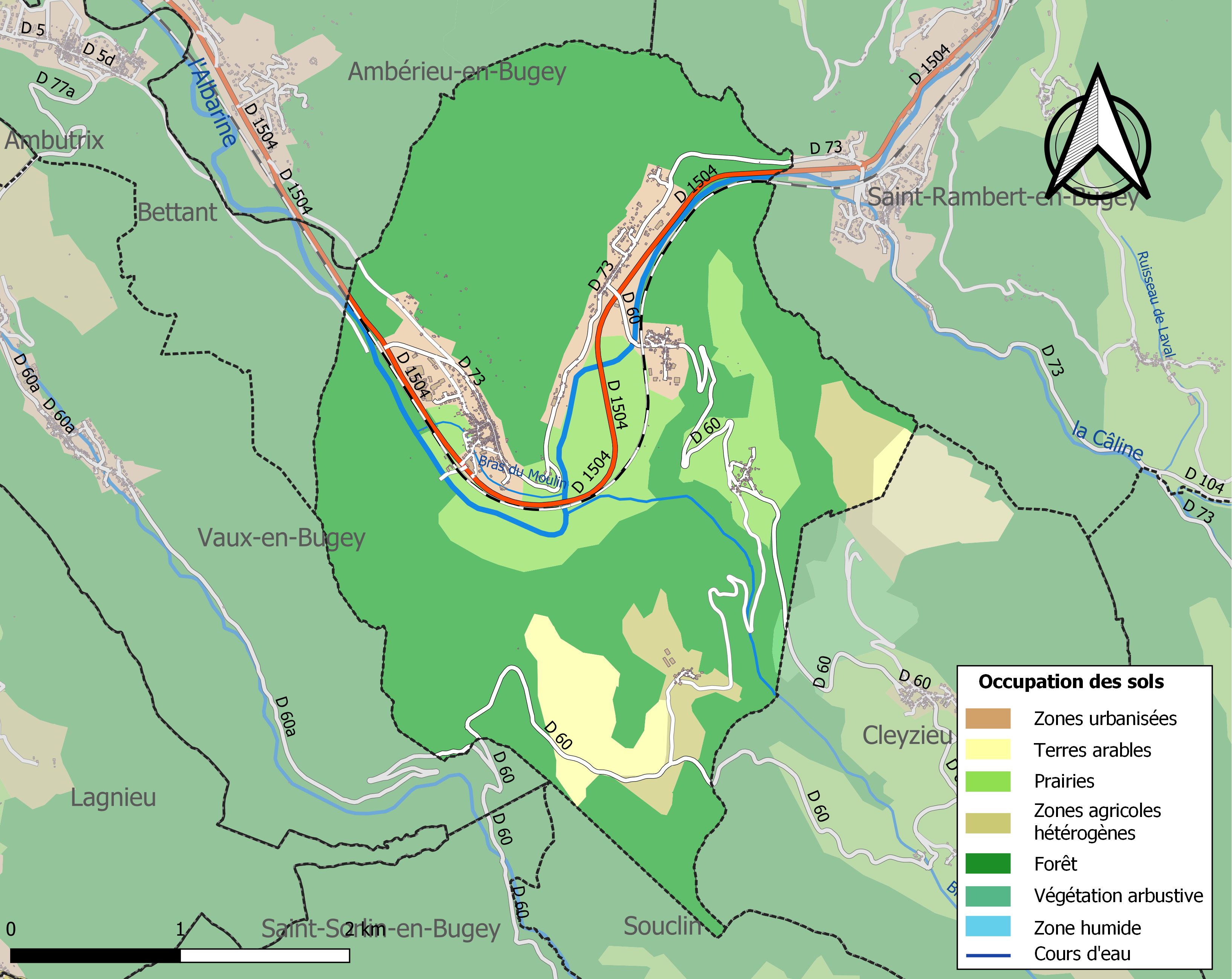
Carte des infrastructures et de l'occupation des sols de la commune en 2018 (CLC).

## Histoire
En mars 1814 eut lieu à proximité de Torcieu le combat des Balmettes, qui vit un détachement de soixante hommes du 23e régiment d'infanterie de ligne venant de Pierre-Châtel et des gardes nationaux de Tenay et de Saint-Rambert-en-Bugey défendre l'entrée de la vallée de l'Albarine à l'armée autrichienne.

## Politique et administration

### Découpage territorial
La commune de Torcieu est membre de la communauté de communes de la Plaine de l'Ain, un établissement public de coopération intercommunale (EPCI) à fiscalité propre créé le 15 décembre 2002 dont le siège est à Chazey-sur-Ain. Ce dernier est par ailleurs membre d'autres groupements intercommunaux.
Sur le plan administratif, elle est rattachée à l'arrondissement de Belley, au département de l'Ain et à la région Auvergne-Rhône-Alpes. Sur le plan électoral, elle dépend du  canton d'Ambérieu-en-Bugey pour l'élection des conseillers départementaux, depuis le redécoupage cantonal de 2014 entré en vigueur en 2015, et de la cinquième circonscription de l'Ain  pour les élections législatives, depuis le dernier découpage électoral de 2010.

### Administration municipale

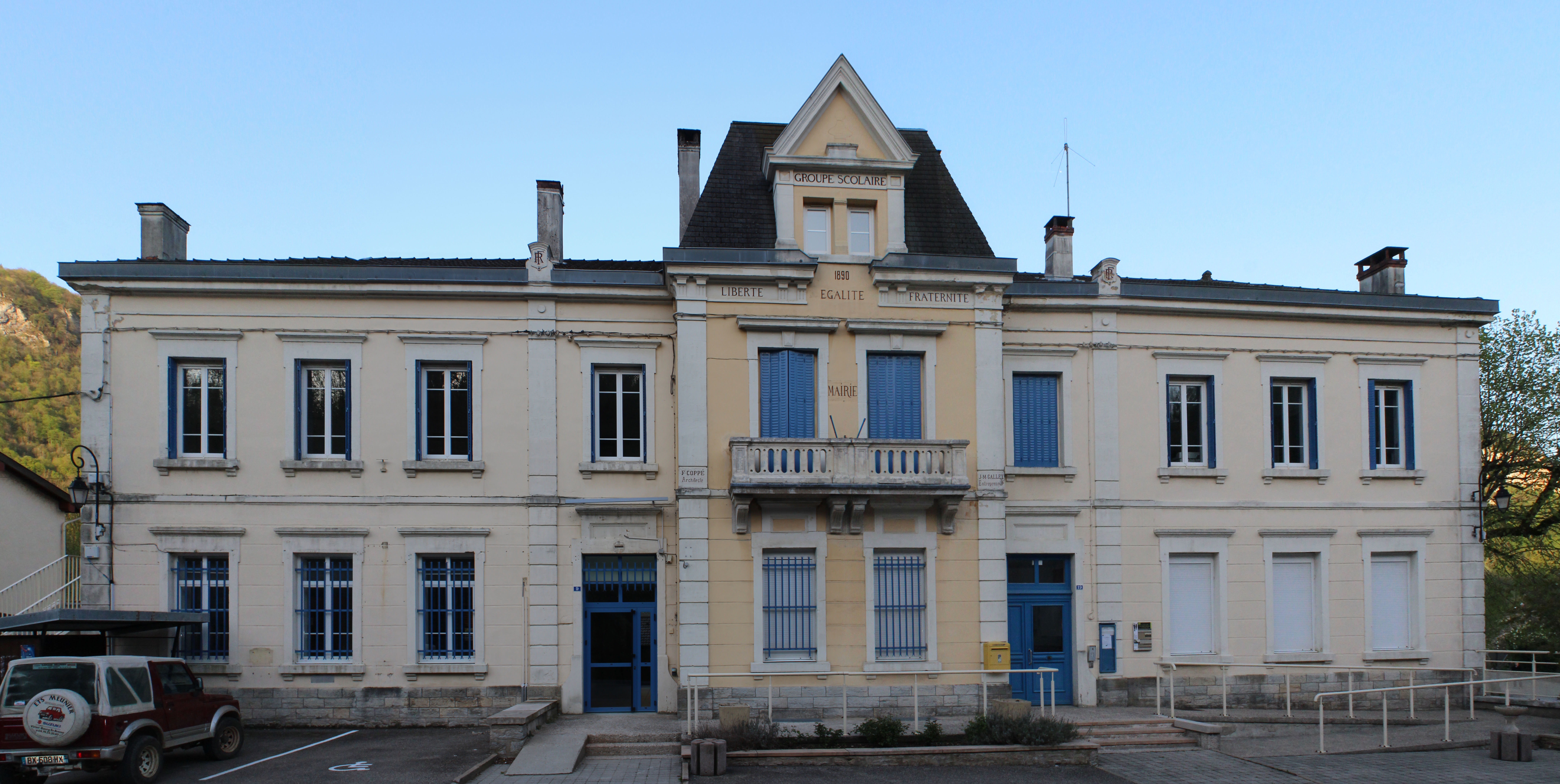
Mairie.

| Période | Période  | Identité                            | Étiquette | Qualité                |
| ------- | -------- | ----------------------------------- | --------- | ---------------------- |
| 1944    | 1959     | Marius Romand                       |           |                        |
| 1959    | 1971     | René Tarpin                         |           |                        |
| 1971    | 1977     | Joseph Barbarin                     |           |                        |
| 1977    | 1983     | José Sanchez                        |           |                        |
| 1983    | 1984     | Victor Gaitet                       |           |                        |
| 1984    | 1989     | Bernadette Brozzoni                 |           |                        |
| 1989    | 2001     | Jean-Claude Meygret                 |           | Réélu en 1995          |
| 2001    | 2002     | René Patrouillat                    |           |                        |
| 2002    | 2006     | Jeanine Sonnery                     |           |                        |
| 2006    | En cours | Françoise Alice Clémentine Giraudet |           | Réélue en 2008 et 2014 |

## Démographie
L'évolution du nombre d'habitants est connue à travers les recensements de la population effectués dans la commune depuis 1793. Pour les communes de moins de 10 000 habitants, une enquête de recensement portant sur toute la population est réalisée tous les cinq ans, les populations de référence des années intermédiaires étant quant à elles estimées par interpolation ou extrapolation. Pour la commune, le premier recensement exhaustif entrant dans le cadre du nouveau dispositif a été réalisé en 2004.
En 2022, la commune comptait 744 habitants, en évolution de +2,62 % par rapport à 2016 (Ain : +5,15 %, France hors Mayotte : +2,11 %).
| 1793 | 1800 | 1806 | 1821 | 1831 | 1836 | 1841 | 1846 | 1851 |
| ---- | ---- | ---- | ---- | ---- | ---- | ---- | ---- | ---- |
| 750  | 531  | 923  | 918  | 992  | 919  | 881  | 904  | 879  |

| 1856  | 1861 | 1866 | 1872 | 1876 | 1881 | 1886 | 1891 | 1896 |
| ----- | ---- | ---- | ---- | ---- | ---- | ---- | ---- | ---- |
| 1 052 | 797  | 768  | 741  | 717  | 680  | 641  | 625  | 604  |

| 1901 | 1906 | 1911 | 1921 | 1926 | 1931 | 1936 | 1946 | 1954 |
| ---- | ---- | ---- | ---- | ---- | ---- | ---- | ---- | ---- |
| 562  | 511  | 478  | 488  | 490  | 533  | 497  | 460  | 469  |

| 1962 | 1968 | 1975 | 1982 | 1990 | 1999 | 2004 | 2006 | 2009 |
| ---- | ---- | ---- | ---- | ---- | ---- | ---- | ---- | ---- |
| 448  | 429  | 460  | 543  | 569  | 646  | 635  | 663  | 696  |

| 2014 | 2019 | 2022 | - | - | - | - | - | - |
| ---- | ---- | ---- | - | - | - | - | - | - |
| 732  | 729  | 744  | - | - | - | - | - | - |

## Culture et patrimoine

### Lieux et monuments
- Monument des Balmettes, à la mémoire de la résistance des habitants du canton contre l'invasion autrichienne de 1814.

- Ruines du château de Montferrand. Les nobles de Montferrand sont cités depuis 1223[18].
- La Croix des Moines. Il s'agit d'un relief ruiniforme constitué de roches calcaires et de dolomie.
- Site d'escalade du rocher des Moines.
- Église Saint-Blaise de Torcieu. A l'intérieur de l'édifice, des vitraux représentant saint Maurice, patron du duché de Savoie et Saint Vincent, patron des vignerons. Les verrières ont été inaugurées en 1886[19].

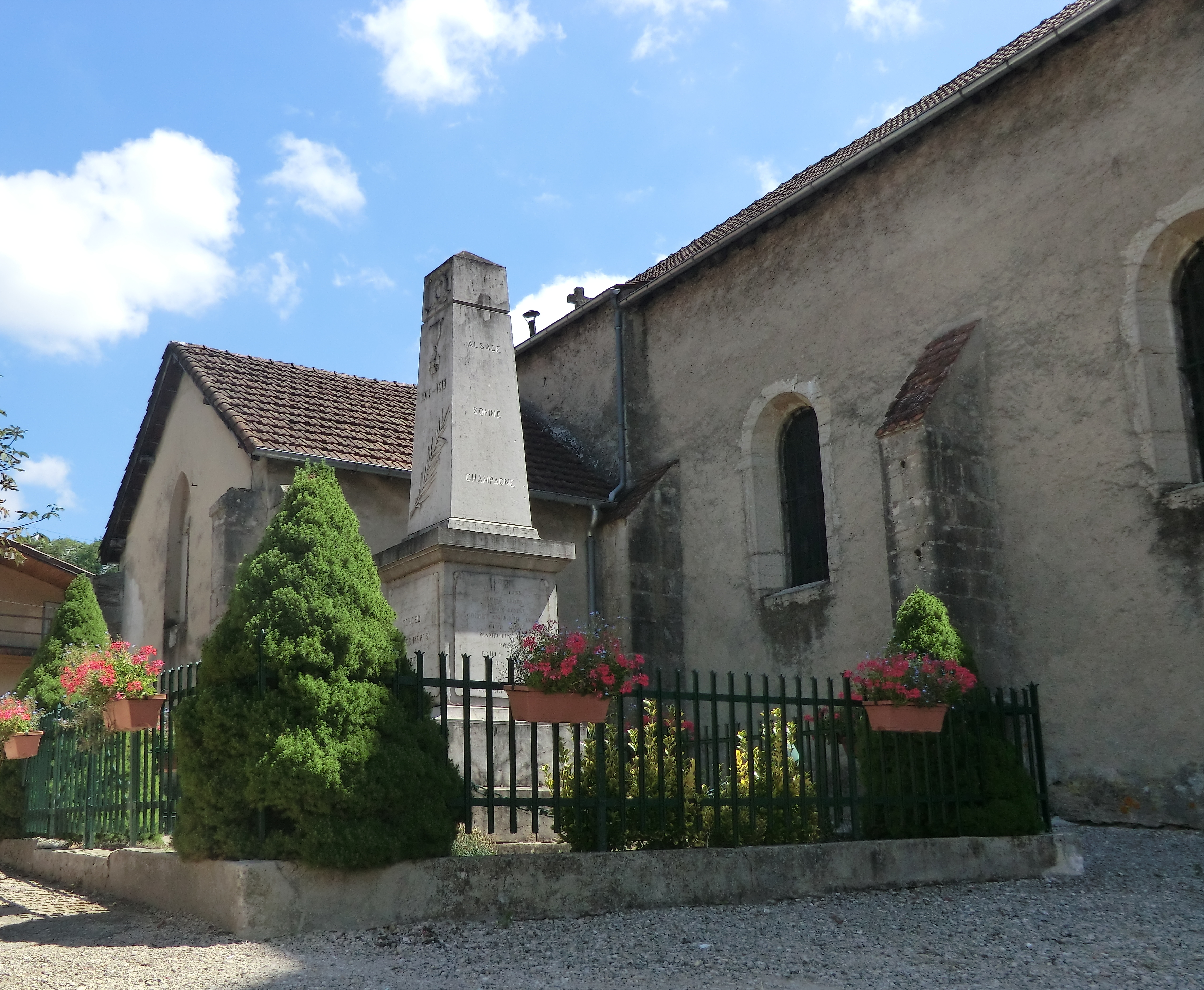
Monument aux morts de Torcieu.
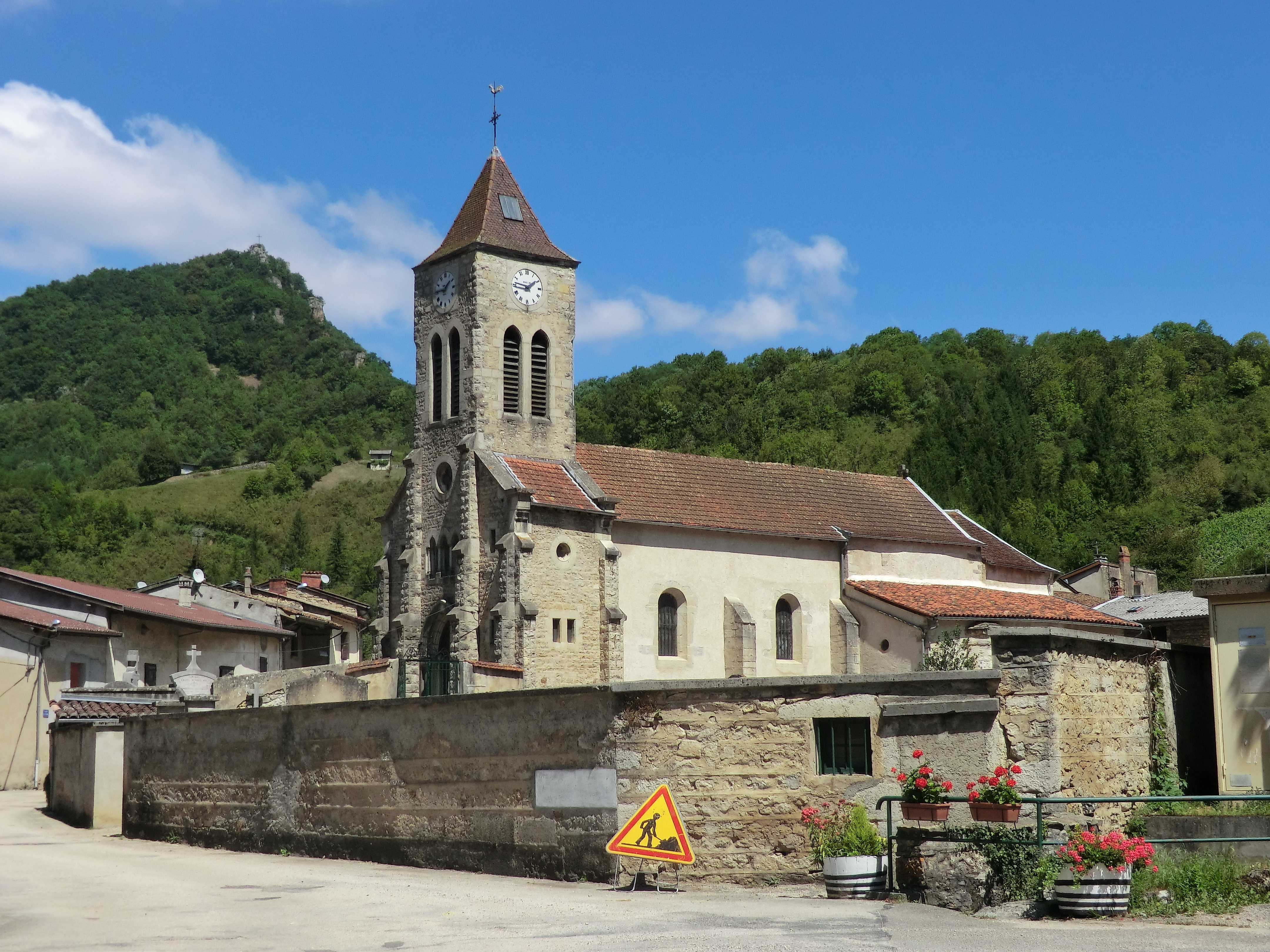
L'église de Torcieu.

## Manifestations
La fête patronale a lieu le jour de la Saint-Blaise, soit le 3 février. Autrefois, une procession était réalisée dans le village avec des pains bénis. Les conscrits se réunissaient dans un grangeon autour d'un ramequin pour préparer la fête des conscrits.